# Петровець (річка)
Петровець — річка в Україні, у Вижницькому районі Чернівецької області. Ліва притока Бурсуків (басейн Дунаю).

## Опис
Довжина річки приблизно 8,6 км. Формується з багатьох безіменник стркумків.

## Розташування
Бере початок на південному заході від гори Травея (1222 м). Тече переважно на південний схід понад горою Фрунтя (1063 м) і у Долішньому Шепіті впадає у річку Бурсуки, ліву притоку Серету. 
Річку пертинає автошлях Т 2609.